# Casino de Murcia
El Real Casino de Murcia, conocido habitualmente como Casino de Murcia, es uno de los edificios más emblemáticos de la ciudad del mismo nombre, capital de la Región de Murcia (España). Se encuentra en el centro de la misma, en la calle Trapería, no lejos de la catedral. El edificio, cuya construcción comenzó en 1853, es una mezcla de distintas corrientes artísticas que coexistieron en la segunda mitad del siglo XIX y principios del siglo XX en España y fue declarado monumento histórico-artístico nacional en 1983, por lo que en la actualidad está considerado Bien de Interés Cultural, con la categoría de «monumento».
El edificio es la sede de la institución del mismo nombre, que funciona como un club privado. Abierto a visitas turísticas y otros eventos, es el edificio civil más visitado de la Región de Murcia y, contando solamente los grupos organizados, lo visitan anualmente un promedio de 150 000 personas, de las que 25 000 son extranjeras.
Tras un periodo de creciente deterioro provocado por la crisis de la institución, el edificio ha sido profundamente restaurado entre los años 2006 y 2009. Con motivo de la finalización de las obras de restauración, el rey Juan Carlos I de España concedió al Casino de Murcia el título de Real.

## Historia
El 12 de junio de 1847 se fundó la Sociedad del Casino, asociación de la burguesía de la ciudad que en un principio ocupó la casa del conde de Campohermoso, situada en la calle Lucas (actual calle Radio Murcia), hasta que en 1853 se inauguró el local donde se asentó definitivamente, que sería el origen del conjunto arquitectónico actual. 
Este conjunto es el resultado de un proceso de sucesivas reformas y ampliaciones que, partiendo del edificio original de 1853 (obra atribuida a Francisco Bolarín Gómez), fue creciendo hasta encontrar su salida a la calle de la Trapería, de manos del arquitecto Pedro Cerdán, que en 1902 concluyó dichas obras según el proyecto de José Marín Baldo.

## Descripción
La fachada de la calle Trapería, de 1902, es de estilo ecléctico con influencias modernistas e historicistas diseñada por Pedro Cerdán. A ambos lados de la puerta principal se abren dos salas acristaladas conocidas popularmente por su aspecto como peceras, cuya exquisita decoración, obra de Manuel Castaños, fue reutilizada en el Palacio de Parque Florido, actual sede del Museo Lázaro Galdiano de Madrid.

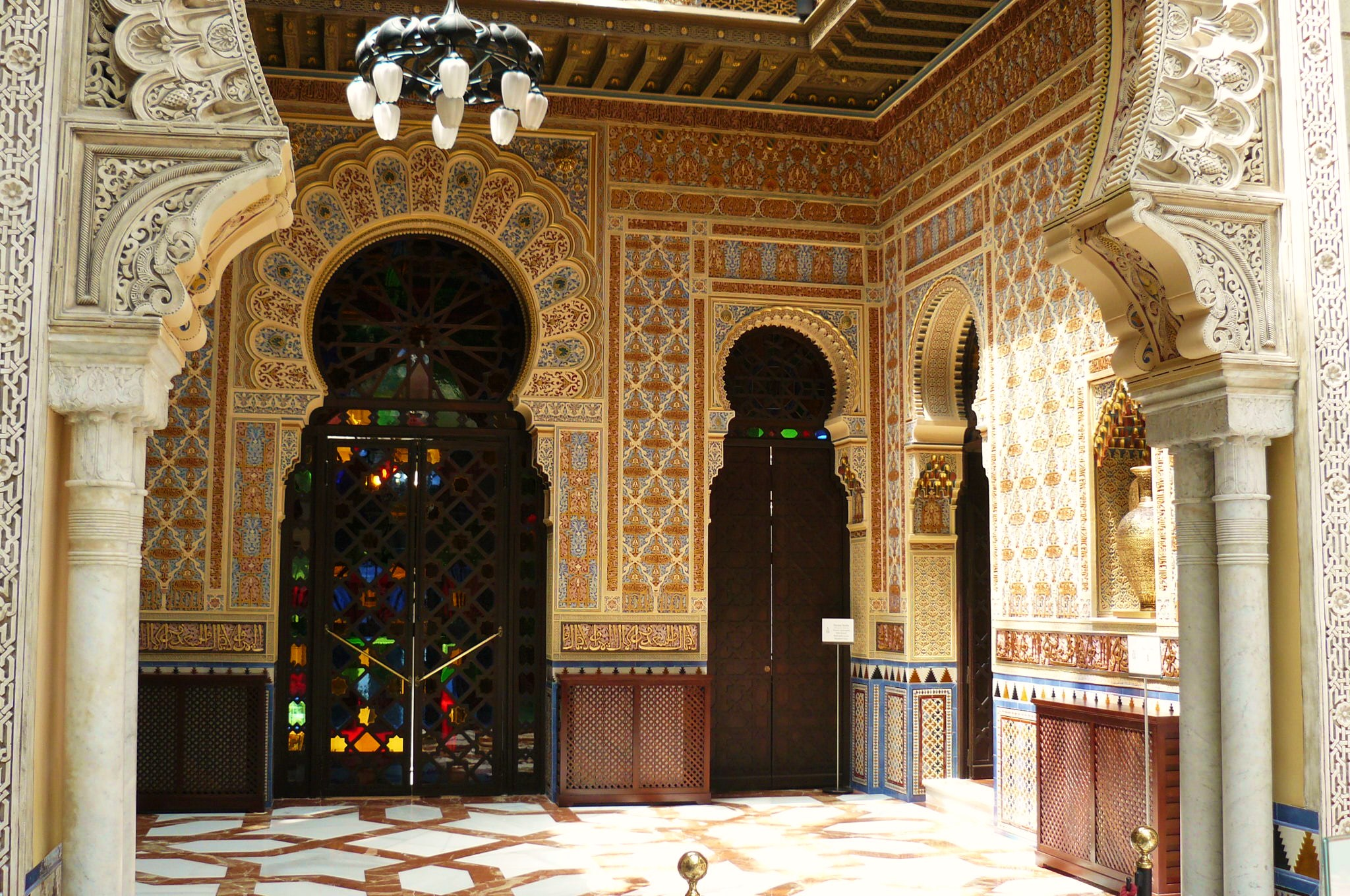
Patio Árabe.

Traspasada la puerta de entrada y un pequeño vestíbulo neobarroco se accede al Patio Árabe, cuya espectacular decoración de estilo neonazarí, obra de Manuel Castaños, requirió más de 20 000 láminas de pan de oro. La bóveda de cristal que cubre el patio es la parte más alta del edificio. Una inscripción en árabe que reza «Nada más grande que Alá» se repite a lo largo de todo el perímetro.
Tras el patio árabe se articulan los distintos pasajes o galerías acristaladas que distribuyen el edificio, de las cuales, la galería norte-sur data de 1866, mientras que la este-oeste (que se inicia en el patio árabe) se concluyó en 1901.

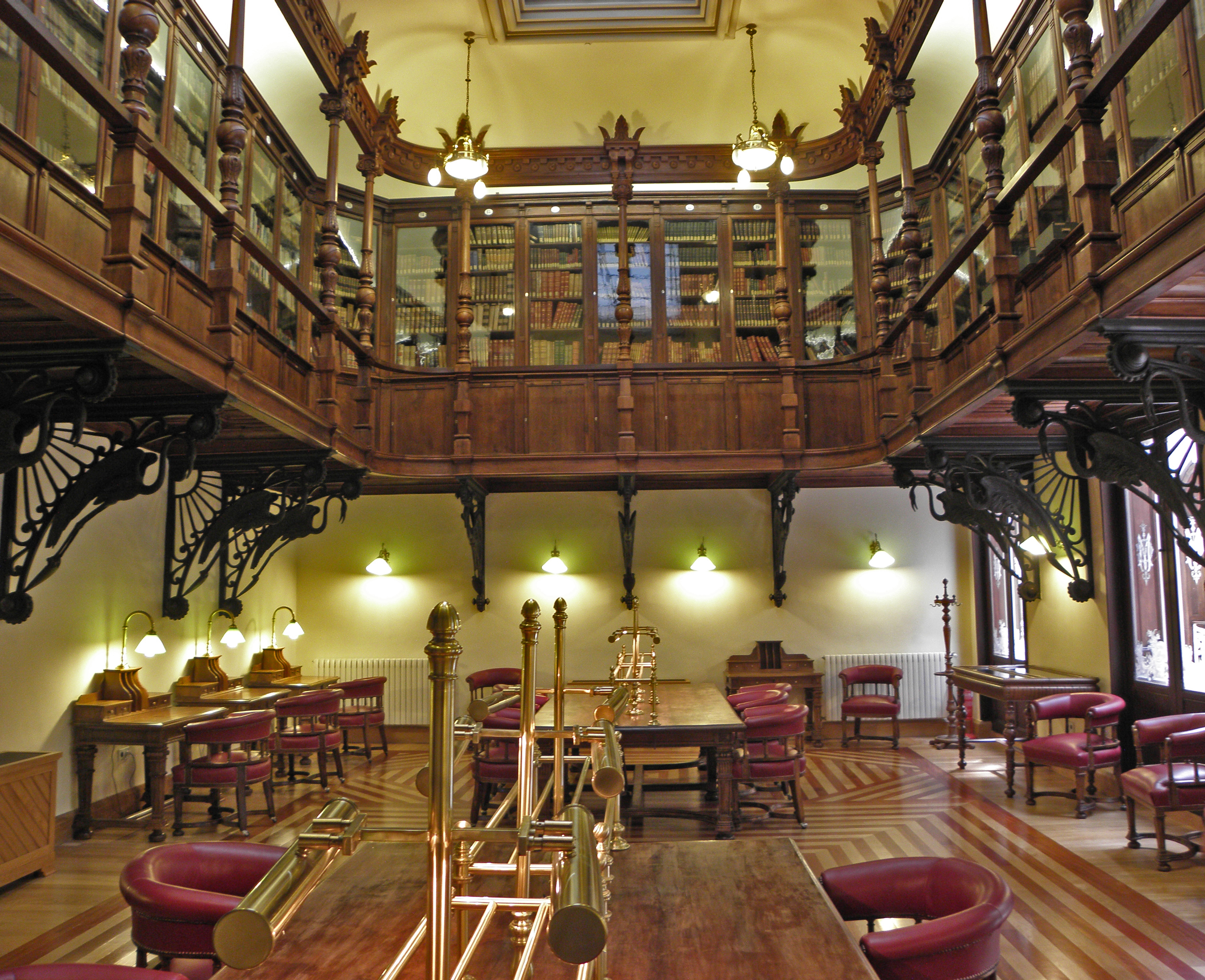
Biblioteca inglesa.

Otra dependencia visitable es la biblioteca, obra de 1913, en la que destaca su tribuna superior de maderas talladas, sustentada por ménsulas de fundición que representan flamencos, y los miles de volúmenes en encuadernaciones antiguas. El contiguo tocador de señoras está decorado con alegorías femeninas de la diosa Selene pintadas en el techo, mientras que el salón de té tiene un espectacular techo de escayola, totalmente recuperado tras su desplome a finales de los años 1970.

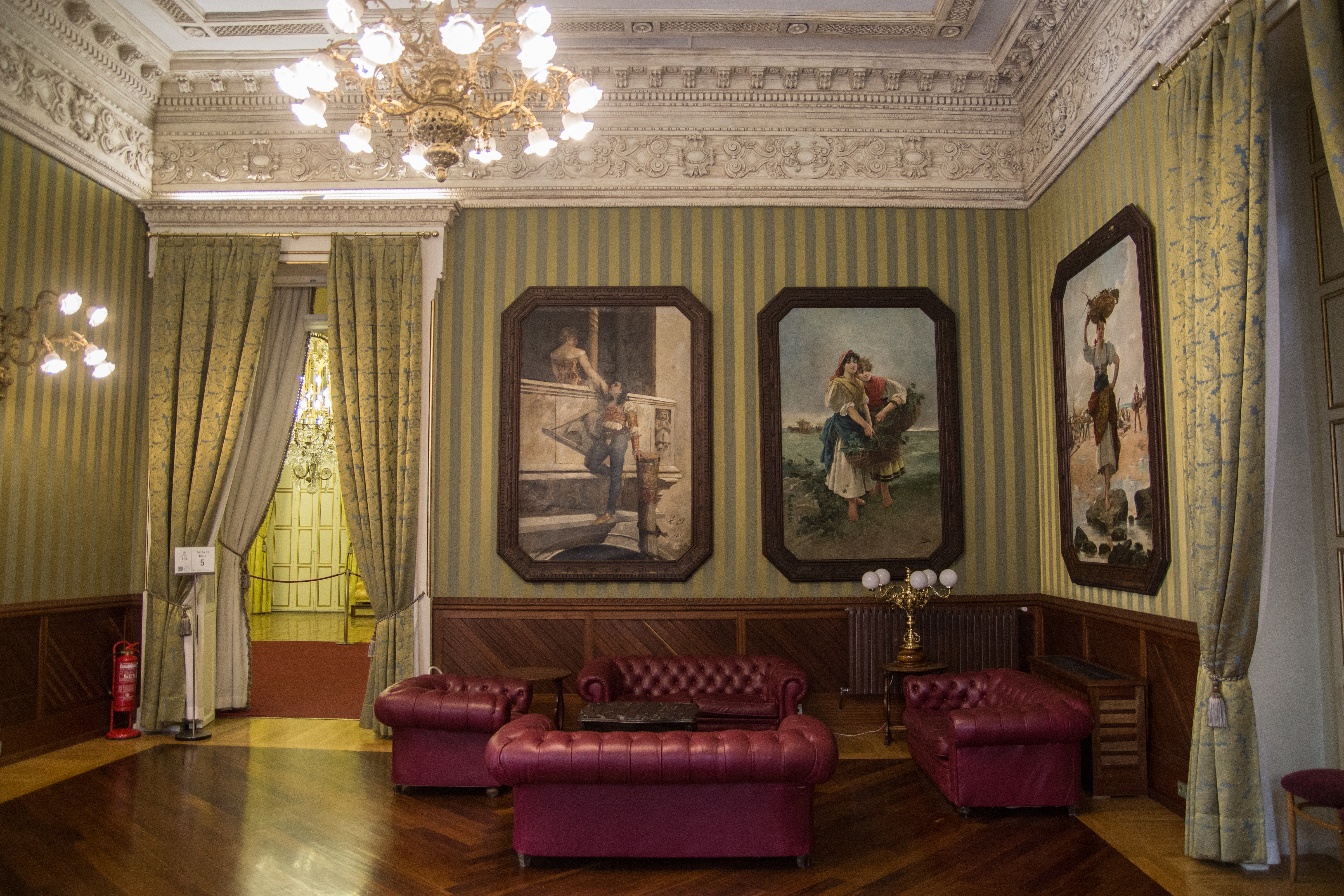
Congresillo.

El llamado Congresillo es un salón situado frente a la biblioteca que fue lugar de reunión de personajes influyentes dentro de la vida económica y social de Murcia. Destacan en él las pinturas de Obdulio Miralles y Manuel Picolo.
El patio denominado pompeyano debe su forma actual a la transformación que se hizo en 1893 de un patio anterior. Es de estilo neoclásico, con 14 columnas con capitel jónico que forman un conjunto de gran efecto artístico con una escultura de Venus en el centro, obra de José Planes, sobre un pedestal con episodios de la vida de Zeus. En los laterales cuenta con dos bellas reproducciones de esculturas de Danaide y Amazona, de los originales que se encuentran en los Museos Vaticanos. Al lado de este patio se sitúa la sala de billar, de 1890.

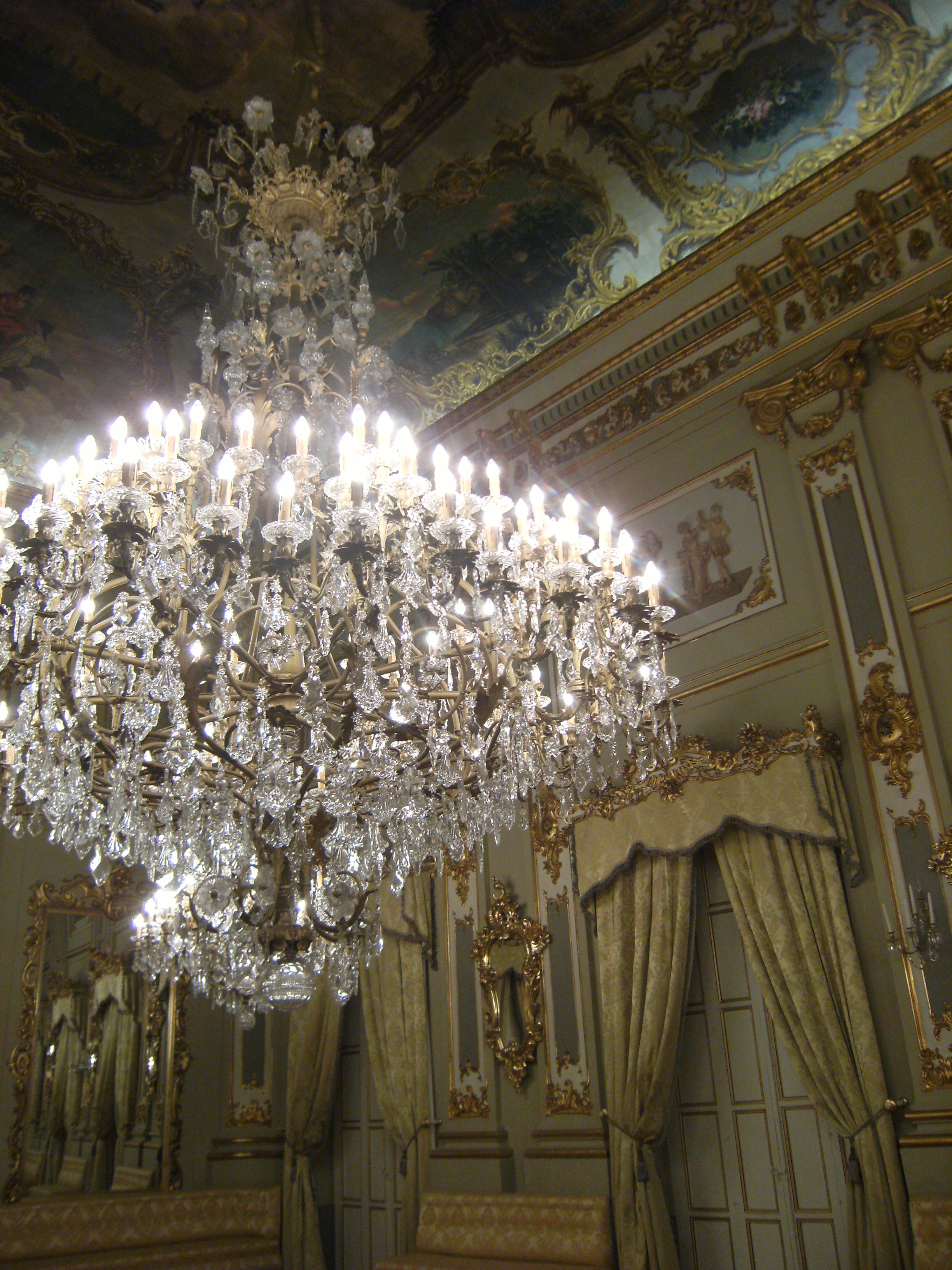
Salón de baile.

La dependencia más notable del edificio es el salón de baile, un gran espacio de doble altura de estilo neobarroco que data de 1875. Los techos están decorados con alegorías de la poesía, la pintura, la música y la arquitectura, así como retratos de murcianos ilustres como José Moñino, conde de Floridablanca, el escultor Francisco Salzillo, el pintor Nicolás de Villacis y el actor Julián Romea. En las paredes encontramos estucos con alegorías del baile. El suelo es de parqué taraceado y destacan cinco lámparas de bronce fundido con baño de oro, adornadas con 1800 piezas de cristal de Bacarat, fabricadas en París en 1886, por Chalier y Jean.
El edificio contiene una magnífica colección de pinturas del siglo XIX español que incluye obras de Germán Hernández Amores, Pedro Sánchez Picazo (1863-1952), Juan Antonio Gil Montejano y Obdulio Miralles, entre otros, que cuelgan de las paredes del Salón de Armas, el Congresillo y la Antesala del Salón de Baile.

## Horarios
- Horario de Visitas: de lunes a domingo, de 10.30 a 19 horas.
- Horario de Oficina: de lunes a viernes, de 10 a 14 horas y de 17 a 21 horas.
- Horario General Socios: de 10:30 a 23 horas de domingo a jueves, y de 10:30 a 2:00 de la mañana viernes y sábados.
- Horario Restaurante del Real Casino de Murcia: de 11 de la mañana a 12 de la noche de domingo a jueves, y de 11 de la mañana a 3 de la madrugada, viernes y sábados.

## Galería

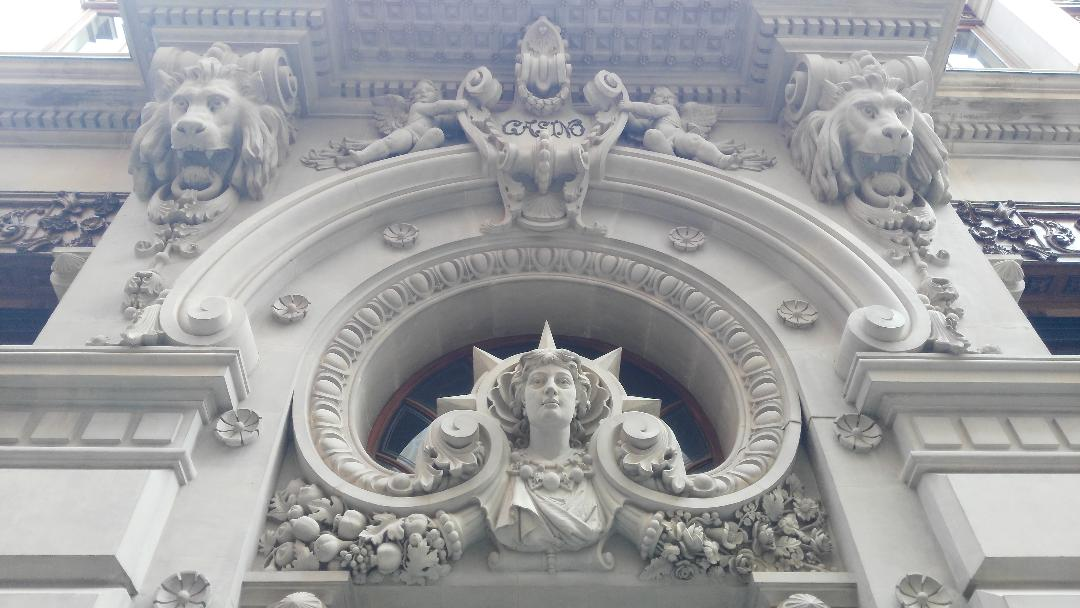
Detalle de la entrada principal.
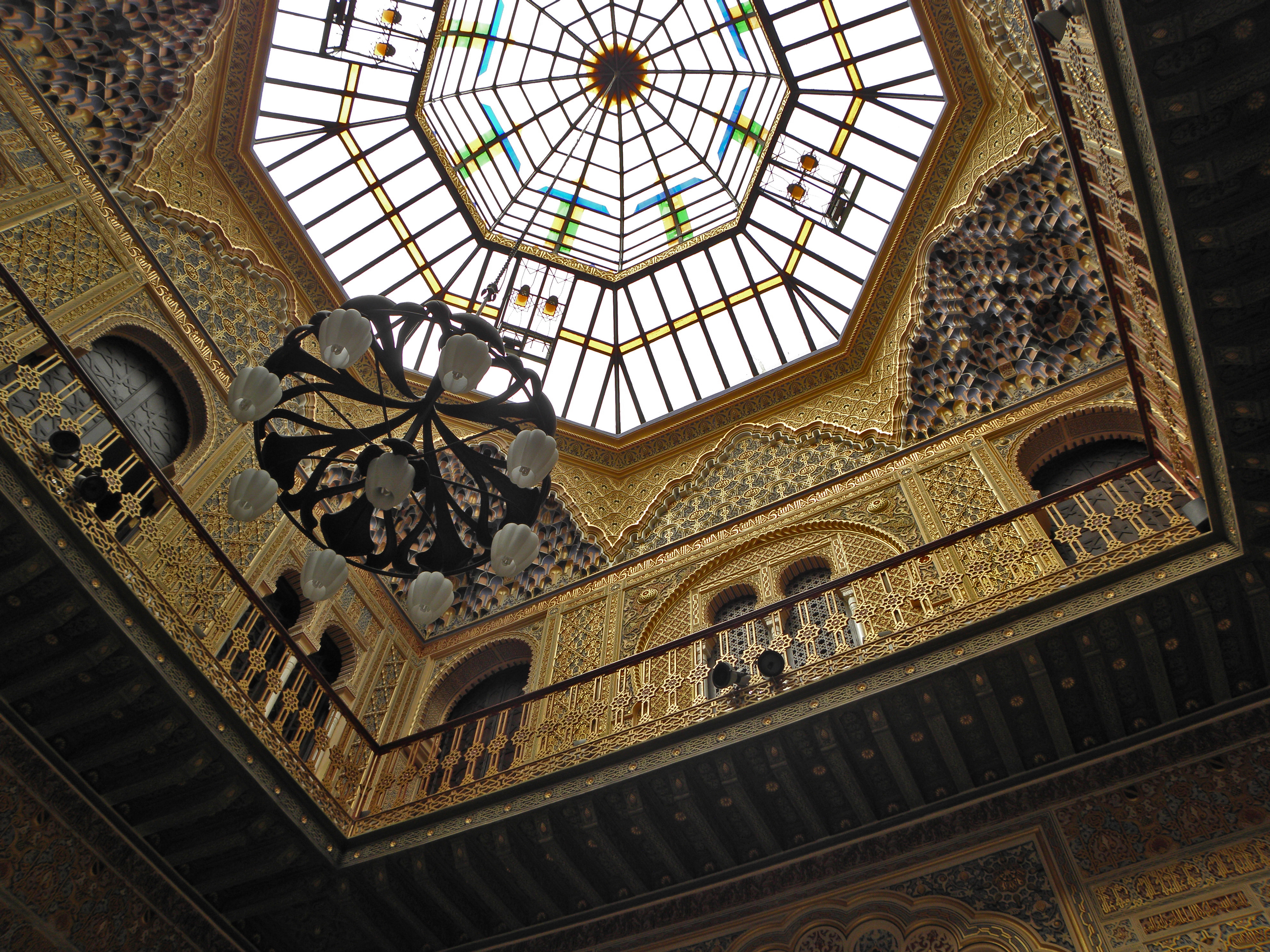
Cúpula del patio árabe.
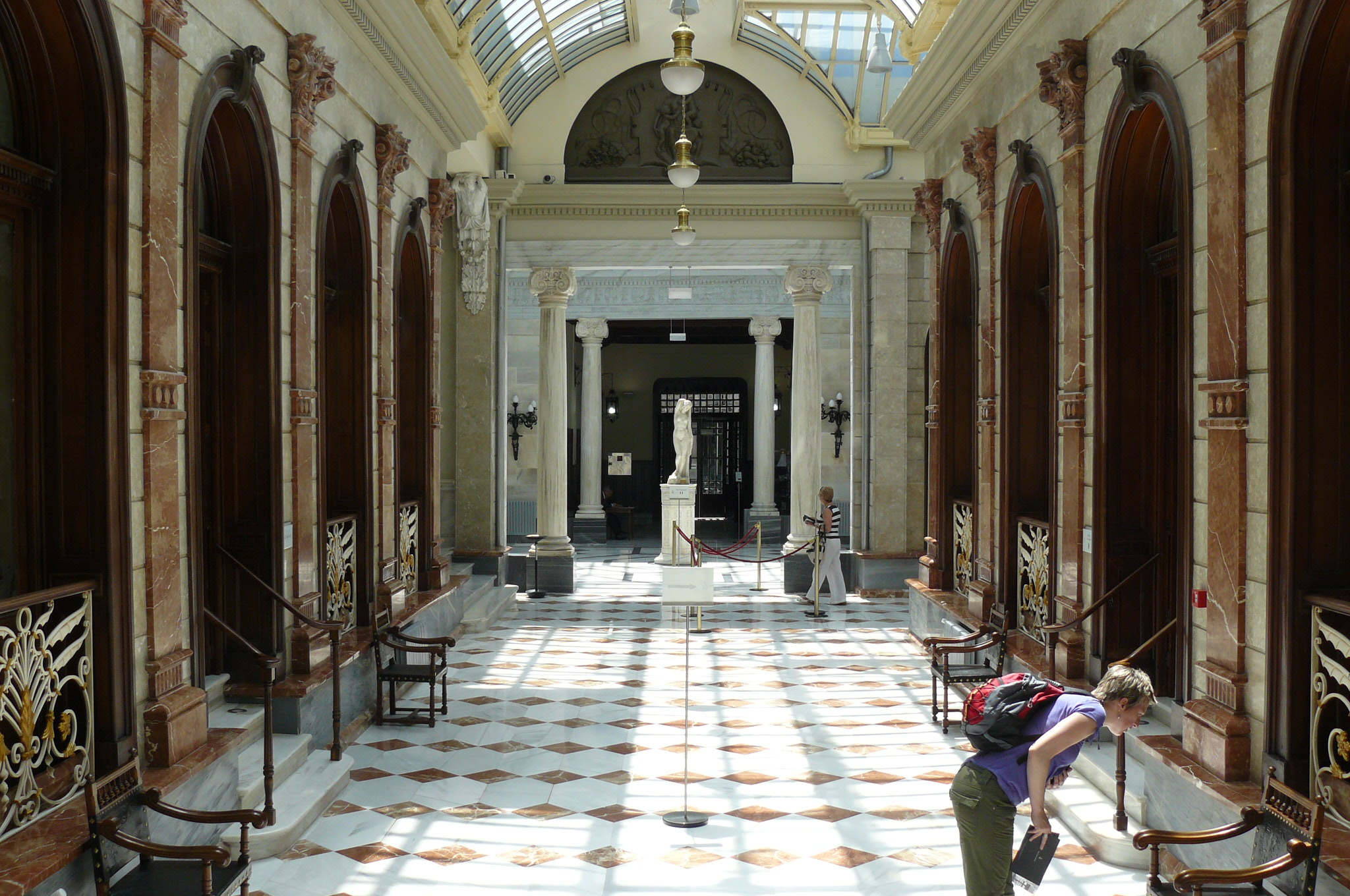
Galería interior del casino.
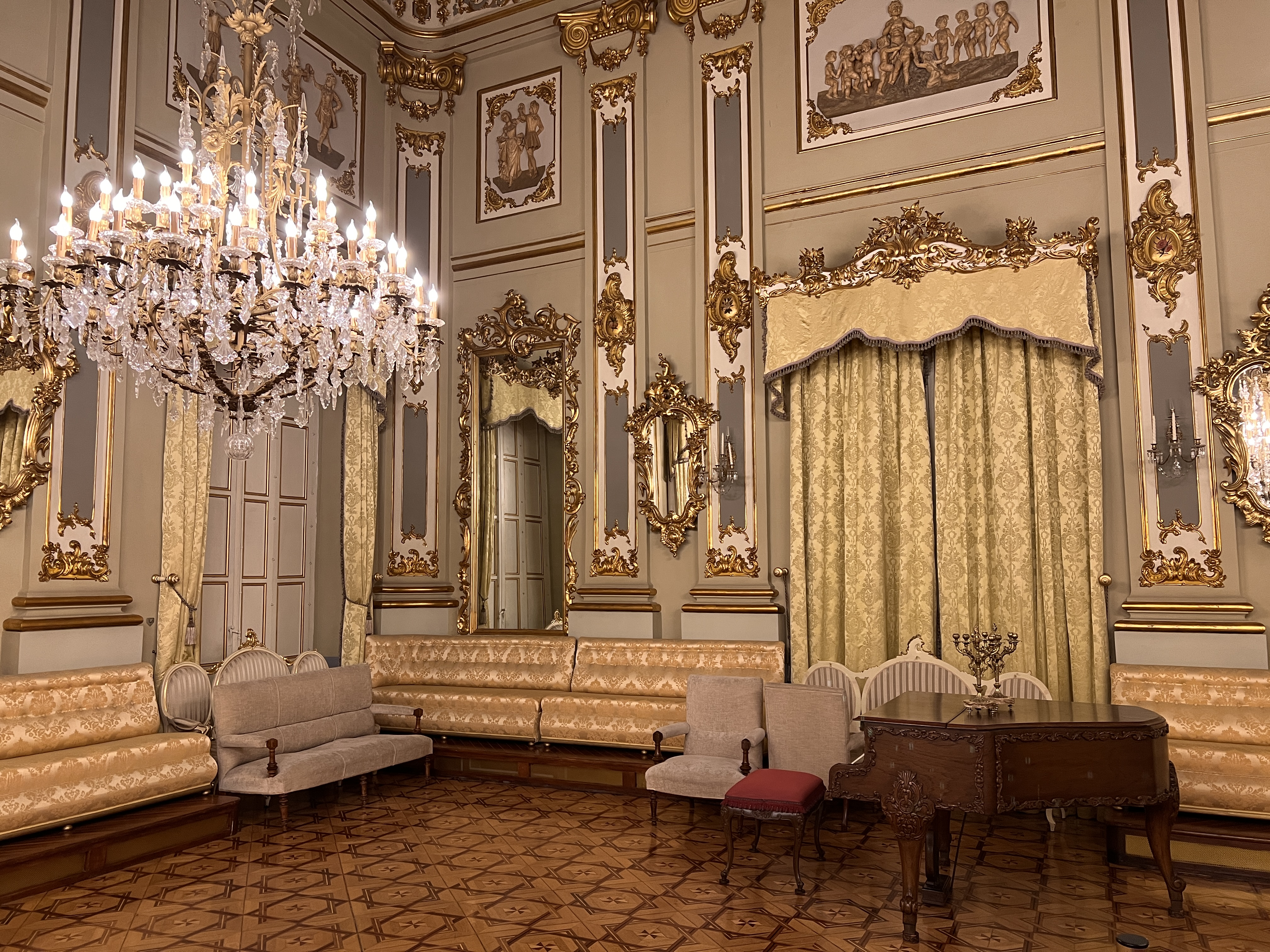
Salón de Baile
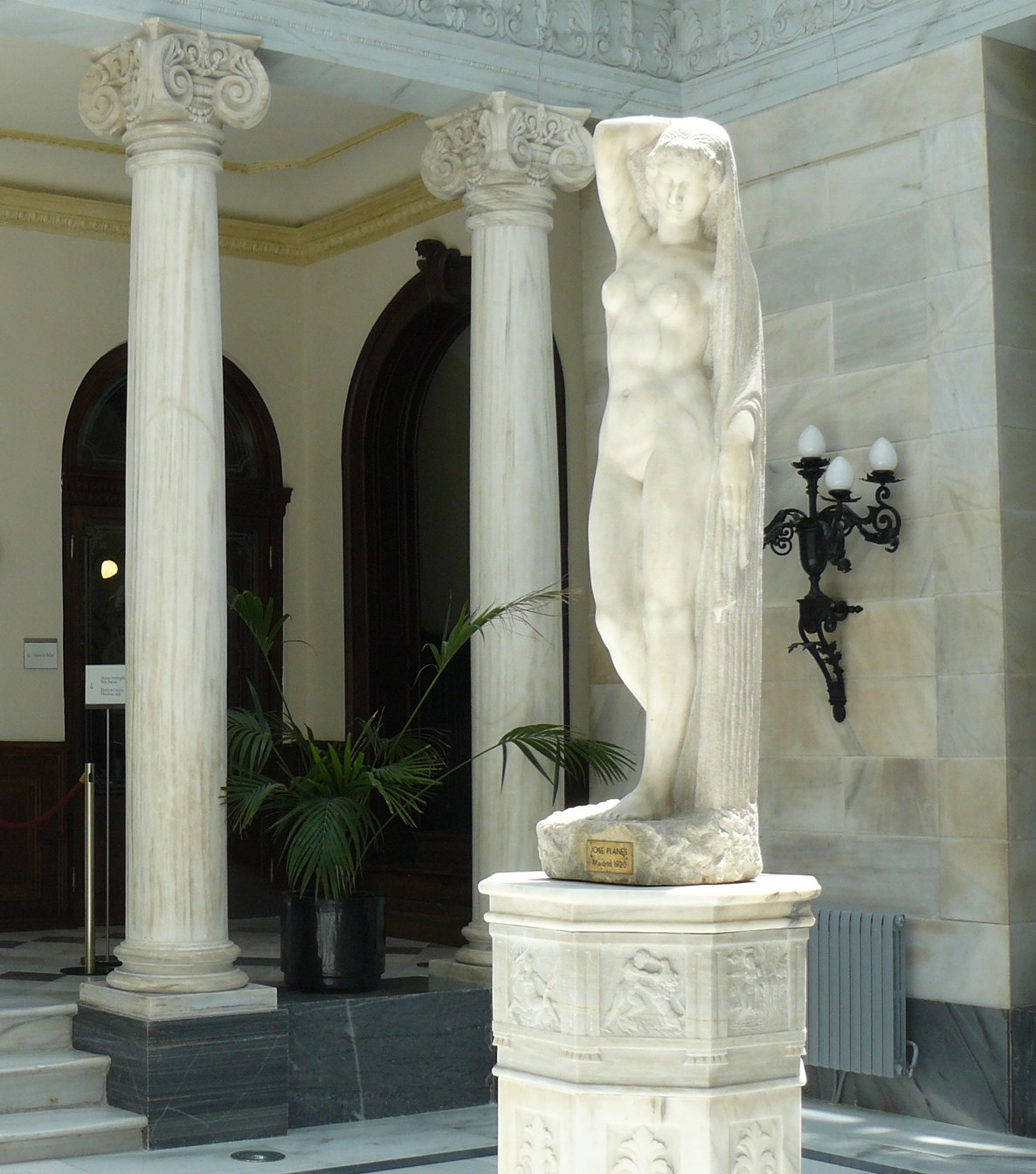
Patio pompeyano.